# Рождество в Коннектикуте (фильм, 1992)
«Рождество в Коннектикуте» (англ. Christmas In Connecticut) — американский телевизионный художественный фильм 1992 года в жанре мелодрамы, поставленный режиссёром Арнольдом Шварценеггером как ремейк одноимённого фильма 1945 года. Фильм стал режиссёрским дебютом Шварценеггера. Премьера фильма состоялась 13 апреля 1992 года на телеканале TNT.
Фильм был номинирован на премию «Молодой актёр» в категории Лучший молодой актёр на кабельном телевидении — на соискание приза был выдвинут Джимми Уоркмэн.

## Сюжет
Элизабет Блэйн работает телеведущей в Нью-Йорке — она ведёт передачи о кулинарии и уже издала несколько своих поваренных книг. Но в последнее время она испытывает проблемы — её шоу уже не так популярно, как прежде, и постепенно скатывается в рейтингах телепередач всё ниже и ниже. Выход находит продюсер телешоу Александр Ярдлей, увидев в сводке новостей Джефферсона Джонса, который работает обычным лесником. Джефферсон стал известен благодаря тому, что во время снежной бури в горах в штате Колорадо он спас заблудившегося мальчика. Сейчас же Джефферсон мечтает о том, чтобы для него кто-нибудь специально приготовил Рождественский обед. Александр понимает, что это шанс вернуть утерянные рейтинги и решает сделать новую живую телепередачу, в которой Элизабет должна встретить Джефферсона в доме в своём родном штате Коннектикуте и накормить героя Рождественским обедом. Но на самом деле подарок приготовленный для героя-лесника несколько фальшивый — дом для праздника специально арендован, члены семьи Элизабет — это сотрудники её телешоу и её друзья. К тому же как оказывается сама Элизабет совсем не умеет готовить. Но несмотря ни на что семейный обед удаётся, а Элизабет и Джефферсон сразу же испытывают симпатию друг к другу. И может быть, именно после этой нелепой и надуманной встречи между ними начинают развиваться любовные отношения.

## В ролях
| Актёр              | Роль                              |
| ------------------ | --------------------------------- |
| Дайан Кэннон       | Элизабет Блэйн ведущая телешоу    |
| Крис Кристофферсон | Джефферсон Джонс лесник и герой   |
| Тони Кёртис        | Александр Ярдлей продюсер телешоу |
| Джин Литгоу        | Тайлер                            |
| Келли Синнант      | Жози                              |
| Ричард Раундтри    | Прескотт                          |
| Джимми Уоркмэн     | Кевин / Энтони                    |

## Оценки
В еженедельнике Radio Times Джон Фергюсон удостоил фильм двух звёзд из пяти возможных, заметив, что режиссёрскому дебюту Шварценеггера «не достаёт той огневой мощи, которую актёр привносит в свои боевики».